# Citizen Band
Citizen Band foi uma banda neozelandêsa formada pelos irmãos Geoff e Mike Chunn em 1977, ambos eram membros da banda, também neozelandêsa, Split Enz. O grupo separou-se em 1982.

## Membros
- Geoff Chunn (Guitarra e voz) (1977-1981)
- Mike Chunn (Baixo) (1977-1980)
- Greg Clark (Guitarra) (1977-1981)
- Brent Eccles (Bateria) (1977-1981)
- Roland Killeen (Baixo) (1980-1981)

## Discografia
- Citizen Band (1978)
- Just Drove Through Town (1979)
- CB Bootleg (Live) (1980)
- Rust in my Car (1993)